# 港南濱海風景區
24°49′22″N 120°54′37″E / 24.822819°N 120.910339°E

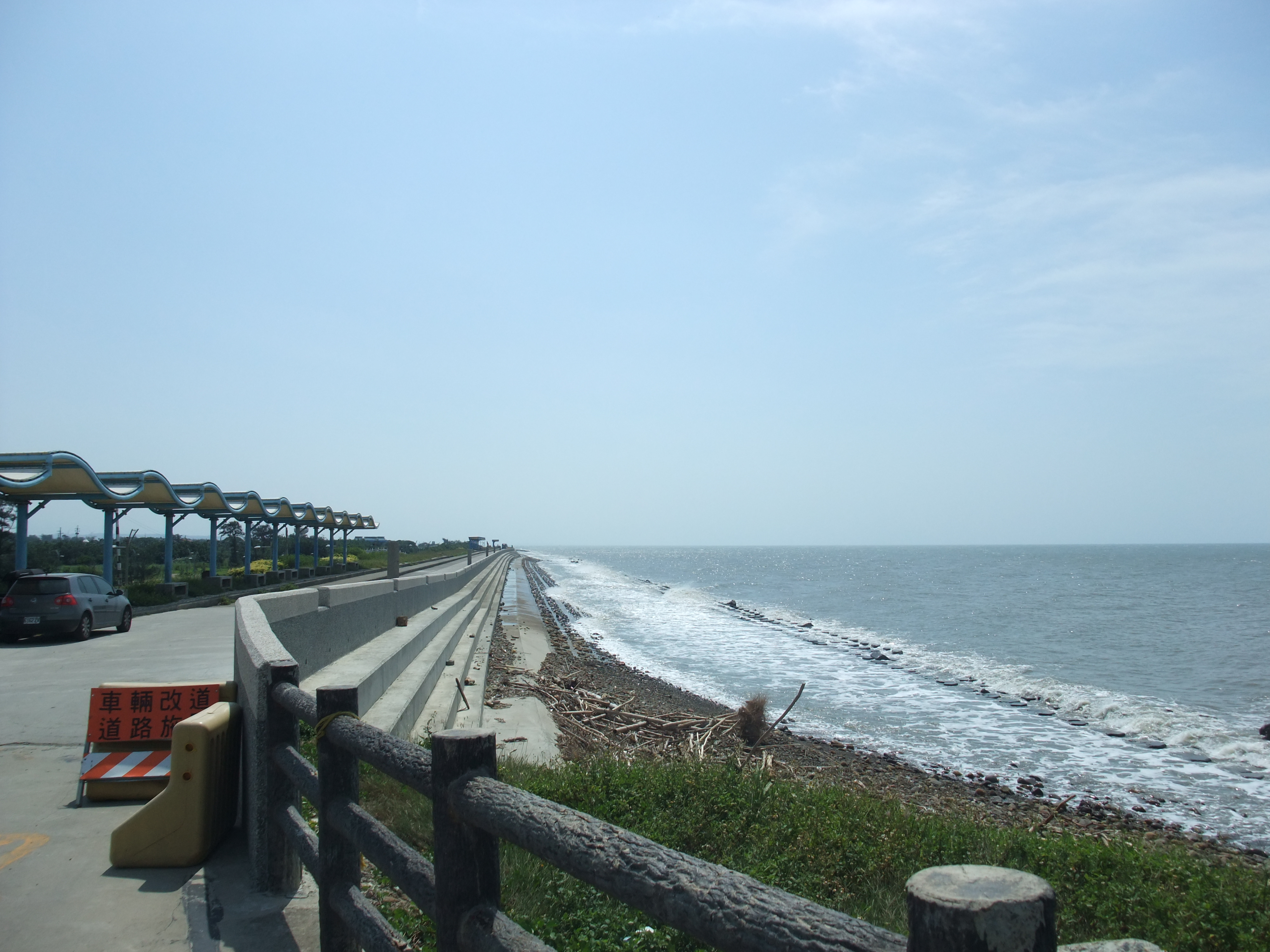
港南濱海風景區海景

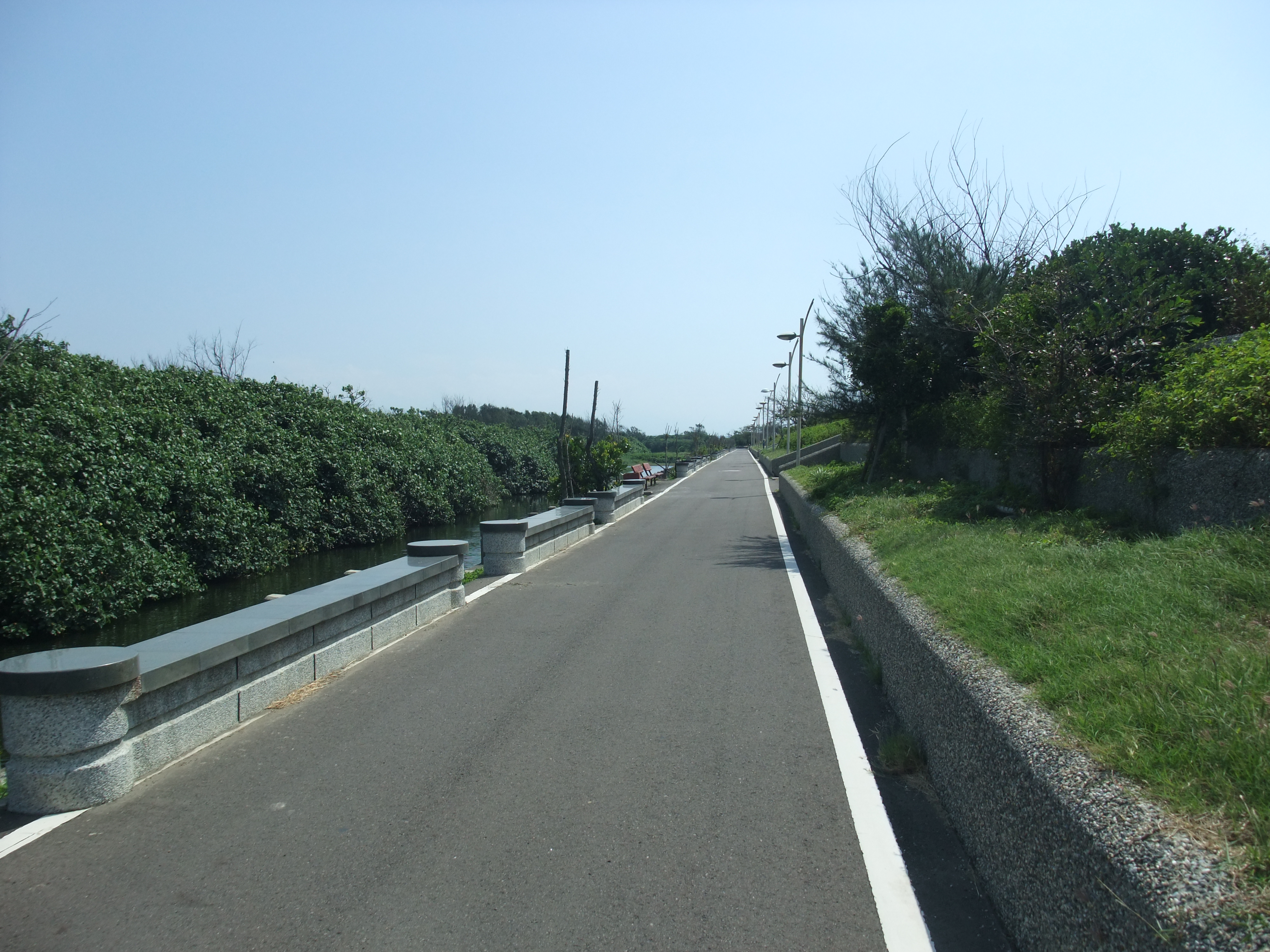
港南運河車道

港南濱海風景區，是位於臺灣新竹市香山區頭前溪南側的濱海公園，在蔡仁堅市長任內所建設，為十七公里海岸線的景點之一。

## 設施
濱海公園在堤防內規劃有烤肉區、兒童遊憩區及野餐區等，原先堤防的防汛道路，已兼作自行車道，成為十七公里海岸線自行車道的一部分，內有港南運河，寬度二十公尺，長度為一千五百公尺。
設有許榮燦銅像。

## 沿革
原為頭前溪南側的新竹海埔新生地，1990年，為取代污染嚴重的南寮海水浴場，在其南方數公里的堤防外建立港南海水浴場，堤防內建立港南青年活動中心，期間有運河作海灘與風景區的緩衝，與金城湖銜接。後因海水也到污染，浴場現已禁止下水，轉為海濱公園，改稱為港南濱海風景區。

## 外部連結
- 新竹市政府3D-720度觀光旅遊導覽-港南運河風景區